# Pedilus cyanipennis
Pedilus cyanipennis is een keversoort uit de familie vuurkevers (Pyrochroidae). De wetenschappelijke naam van de soort is voor het eerst geldig gepubliceerd in 1864 door Bland.